# Pekka Kostiainen
Pekka Olavi Kostiainen (né le 16 mars 1944 à Jyväskylä en Finlande) est un compositeur et chef de chœur.

## Biographie
En 1968, Kostiainen est diplômé de l'Académie Sibelius. De 1969 to 1971, il chante dans la chorale de la paroisse de Pohja. De 1971 à 2000 il est Chargé d'enseignement à l'Université de Jyväskylä. Depuis 2000, il est compositeur indépendant et chef de chœur.

## Œuvres pour chorales

### Chœur mixte
- Psalmi 8 (1967), Kirkkokuoroliitto
- Aurinko minun isäni (1968, Eino Leino), Sulasol
- Lampaanpolska (1969, Oiva Paloheimo), Sulasol
- Suntion Sanna (1969, Larin-Kyösti), Sulasol
- Evankeliumimotetti lähetyskäskystä 1970), Sulasol
- Miksi te etsitte (1971, texte biblique), Kirkkokuoroliitto
- Rikasmies ja aarreaitta (1975, Einari Vuorela), Fazer
- On kaunis maa (1977, Aukusti Simelius), Fazer
- Näätkö, kuinka hennon yrtin (1978, Samuli Sario), Sulasol
- Hyökyaalto (1979, V.A. Koskenniemi), Sulasol
- 10 Piae Cantiones-laulua (1979–1995), Sulasol
- Viatonten valssi (1980, Aaro Hellaakoski), Fazer
- Veret tuli mun silimihini (1980, chanson traditionnelle), Sulasol
- Kirjeen sulle kirjootan (1980, Jussi Asu), Fazer
- Mull' on heila ihana (1981, kansanlaulusikermä), Sulasol
- Noita laulan (1981, poème populaire), Sulasol
- Ave maris stella lucens (1981, Piae Cantiones), Sulasol
- Insignis est figura (1981, Piae Cantiones), Sulasol
- Pakkasen luku esilaulaja ja kaikki kuoromuodot (1983, Kalevala), Sulasol
- Jaakobin isot pojat (1984, Bible et Pekka Kostiainen), Fazer
- Viel' ei meitä noiat noiu (1984, Kalevala), Sulasol
- Marin tarina (1985, Poème populaires d'Ingrie), STM
- Hyvää iltaa kultaseni (1985, kansanlaulusovitus), Sulasol
- Missa: In Deo salutare meum (1986, texte liturgique), Fazer
- Satiirinen sarja (1987, Lauri Viita), STM
- Sulhasen tulolaulut I (1988, Poème populaires ingriens), Sulasol
- Hiilellä piirretyt puut (1988), Sulasol
- Sulhasen tulolaulut II (1991, Poème populaires ingriens), Sulasol
- Laudate pueri (1993) Psalmus 112 / Psaume 113), Sulasol
- Te Deum (1995), Sulasol
- Nyt vielä etehesi, Mixed Choir, (SATB)
- Herra, älä muista minun syntejäni
- Antifoni ja Psalmi 4. sunnuntai loppiaisesta
- Rosa mystica, texte de Maria Litany,(1997)
- An meinen Sohn, Zwei Lieder nach den Gedichten von Wilhelm Lehman (1997)
- Nun lob, mein Seel, den Herren, motet
- Hoosianna, Bible, SSATB-coro (1998)
- Mikkelinpäivän Introitus, texte biblique (1998
- Adventti-introitus, texte biblique (1998)
- Siitä päivän kiinni saapi, Kalevala 47: 1–24, 33–40 (1999)
- Psalmen 97, Herren är nu Konung (1999)
- Sinun sanasi on lamppu (1999)
- Herran uskollisuus täyttää maan (2000)
- Me odotamme uusia taivaita, Valvomisen sunnuntain introitus (2000)
- Harvoin yhtehen yhymme (2001) texte du Kalevala, durée 3`, 23.3.02 San Francisco, SF Chamber Singers, Robert Geary
- Rakkaus on kärsivällinen, (2001)
- Esto Mihi (finnish) (2001)
- Herra teidän Jumalanne (Ecce Dominus) (2001)
- Herra Antaa (Dominus Dabit) (2001)
- Maan ääretkin saivat tietää (Viderunt omnes) (2001)
- Autuaita ovat, SATB texte Mathieu 5:3–10, (2002)
- Pater noster, texte Vulgata Matt. 6:9–13, (2002)
- Sancta Maria, Vas Spirituale, texte des Litanies de la Vierge, SSATBB (2003), Commande de l'ensemble Rajaton
- Salus infirmorum, text. by Litanies de la Vierge, SSATBB (2003), Commande de l'ensemble Rajaton
- Sampo-sarja, Viisi laulua sekakuorolle oopperasta Sammon Tarina, SATB+S,T,Bar.,B-soli, texte du Kalevala
- Morsiota ootellessa I, Sarja sekakuorolle SSAATTBB, Poèmes populaires ingriens, (2005)
- Morsiota ootellessa II, Sarja sekakuorolle SATB, Poèmes populaires ingriens, (2006)
- Kyrie Maria-Litaniaan, SATTBB (2007) Commande de the Central Bucks High School-West Chamber Choir of Doylestown, Pennsylvania, USA:n mai 2007, durée 4 min Sulasol
- Agnus Dei Maria-Litaniaan (2007)
- Alfhild, texte de Lauri Viita, SATB (2007)
- The cold told a tale to me, Vilu mulle virttä virkkoi, SSSAATB (2008) Commande de The Piedmont Choirs et de Robert Geary, California 2008 Sulasol
- Avis aquila de Lappis, Lenti lintunen Lapista (2009)

### Chœur d'enfants
- Jaakobin pojat (1976, Bible/Pekka Kostiainen) , Fazer
- Konsertti (1977, Eeva-Liisa Manner), Fazer
- Tikanpolkka (1978, Lauri Viita), Fazer
- Kiurun tie (1978, Aaro Hellaakoski), Fazer
- Korkea taivaan kuningas (1978, chorale), Sulasol
- Lorulailee, kaksoiskuorolle (1980, kansanlaulusikermä), Fazer
- Pah' on olla paimenessa (1982, Kanteletar), Sulasol
- Cantiomotetti, Totuus ihmisestä, baritonisoololle ad lib. ja lapsikuorolle (1982, Piae Cantiones/Samppa P. Asunta), Sulasol
- Piilehtijä ja Ellin velli (1982, Kanteletar), Sulasol
- Revontulet (1983, Ilmari Kianto), Sulasol
- Pyhän Franciscus Assisilaisen rukous (1983), Sulasol
- Mehiläinen meiän lintu (1983, Kalevala), Sulasol
- Morsiamen lähtövirsi (1983, Kalevala), Sulasol
- Kaupunkikierros (1986, PK), REIMERS
- Ylistysmessu (1987, texte liturgique), Sulasol
- Kehtolaulu (1988, Kanteletar), Sulasol
- Hiihtojuustoa syönyt lehmä tuli hieman levottomaksi(1988 Ilpo Tiihonen), Sulasol
- Väinämöisen tuonelanmatka, lapsikuorolle, mieskuorolle ja tenorisolistille (1989, poème traditionnel), Sulasol
- Onnimanni-kaanon (1989, Kanteletar), Sulasol
- Mater flebat lacrimosa (1990, Kalevala latina), Sulasol
- Kysymyksiä ja vastauksia (1991, chansons enfantines d'Ingrie), Sulasol
- 1000 x 1000 vuotta (1991, Lauri Viita:Luominen), Sulasol
- Menninkäisen kuutamotanssit (Toini Karivalo) SSAA-kuoro, kesto 5, Sulasol
- Kolmet kosijat, (Kanteletar: Kirja III runo 29) SSAA-kuoro, kesto 5´ (1996),
- Suomen äideille (Ilpo Tiihonen)(1998)
- Ellös nyt, hyvä isoni (Poème du Kalevala 24: 347–362) (1999),
- Apupapin papupata (Leena Ravantti) Chanson enfantines à deux voix, Sulasol
- Minä rakastan sinua, Herra, Septuagesima sunnuntain introitus (2000)
- Panis Dei, (Bible) (2000)
- There was..., 8 Nonsense Songs from ”The Book Of Nonsense” by Edward Lear, SSAA, (2000), Commande du Piedmont Children´s Choirs, Ke. 23.6.2001, San Francisco, Piedmont Children´s Choirs, Robert Geary, durée 10 min Sulasol
- Maalaiskissan salainen kalainen haave, texte de Jukka Itkonen, (2003)
- Hetki Hiljaisuutta, texte de Anne Lindeberg-Piiroinen (2003)
- Adagia, Mietelmiä; sarja diskanttikuorolle (2004) ke. 24.4.2005 Takarazuka Vega hall, Japon, Commande du chœur d'enfants Takarazuka. durée env. 9 min Sulasol
- Lohi ui ohi; sarja diskanttikuorolle,texte de Jukka Itkonen (2005)
- Soi Jumalalle, texte de Kaija Pispa, SA + piano, (2005)
- Opeta meille luomista, texte de Kaija Pispa, SA + piano, (2005)
- Miksi en laulaisi? Série de chansons pour chœurs d'enfants à 2–3 voix sur des poèmes du Kanteletar, (2006)
- Väinämöisen perintö, texte du Kalevala SAA (SAABar) + piano (2006)
- Peipposen pesä, texte de Juhani Peltonen (2006)
- Merkillinen mies, texte de Juhani Peltonen (2007)
- Ja kattia kanssa, sarja lapsikuorolle, texte de Jukka Itkonen (2008)
- Lähen nyt tästä kuin lähenki, texte du Kalevala (2009)

### Chœur masculin
- Käy laulamaan (1981, Iris Lahtinen) Sulasol
- Kolm' on miehellä pahoa (1981, Kanteletar) Sulasol
- Kilvan-laulajat (1982, Kanteletar) Sulasol
- Soutulaulu (1983, Veikko Antero Koskenniemi) Sulasol
- Yö alinomainen (1984, Kalevala) Sulasol
- Vipusen manaukset (1984, Kalevala) Sulasol
- Kapina (1984, Lauri Viita/Pekka Kostiainen) Sulasol
- Väinämöisen tuonelanmatka, lapsikuorolle, mieskuorolle ja tenorisolistille (1989, Poème populaire) Sulasol
- Koiruuksia (ja Pihlajanmarjat), Viisi laulua mieskuorolle ja baritonisolistille (2003, Jukka Itkonen) Sulasol
- Virgo prudentissima (2008, texte de Litanies de la Vierge) Sulasol

### Chœur féminin
- Moni kakku päältä kaunis…, Quatre chansons pour chœur de femmes, Kanteletar (1979), Fazer
- Ave Maria, pour deux sopranos, deux altos et un chœur féminin (1989)
- Satakieli, Mika Waltari (1989) Sulasol
- Regina Angelorum, Pour deux Chœurs de femmes à trois voix (1992) Sulasol
- Larin-Kyösti-Sarja, Quatre chansons pour Chœur de femmes (1993) Naiskuoroliitto
- Kaukametsä, Aleksis Kivi (1998) Sulasol
- Ellös nyt, hyvä isoni (Poème du Kalevala 24: 347–362) (1999) Sulasol
- Mater Christi, texte des Litanies de la Vierge (2005) Sulasol

- Speculum justitiae, texte des Litanies de la Vierge, SSSSAA (2006) Commande de Javier Busto. Sulasol
- Peipposen pesä, Trois chansons pour Chœur de femmes sur le poème ”Vuosiyöt” de Juhani Peltonen (2006) Sulasol
- Merkillinen mies, texte de Juhani Peltonen (2007) Sulasol
- Veni, Amica mea, Vulgata (2008) Commande du Ladies' Choir ANGELICA Kunitachi College of Music, ke Tokio 31.1.2009 Angelica dirigé par Ko Matsushita, durée 4 min Sulasol
- Lähen nyt tästä kuin lähenki, Kalevala (2009) Sulasol

## Autres œuvres

### Pour théâtre
- Iliali (1977),
- Joukahaisen runo (1985),
- Sammon tarina (2000–2003),
- Lakeuksien lukko (2005–2006),

### Pour orchestre
- Sinfonia jousille (1981)
- Sarja jousiorkesterille (1993)
- Fantasia ja fuuga orkesterille (1994)
- Promootiosarja (1996), baritonisolistille ja orkesterille
- Valsi & Jenka (2003), klarinettiorkesterille
- Sinfonia nro 1 (2003)
- Sinfonia nro 2 (2010)

### Pour soliste et orchestre
- Viulukonsertto (1978)
- Sellokonsertto (1979)
- Concerto non troppo (1982), fagotille, patarummuille, sekakuorolle ja orkesterille
- Contraband (1984), konsertto huilulle, oboelle, klarinetille ja orkesterille (1984)
- Concertino (1986), pianolle ja orkesterille
- Concerto grosso (1989), 3: lle sooloviululle, 2:lle soolosellolle ja jousille
- Concertino kanteleelle ja orkesterille (1998)
- Huilukonsertto (2010)

### Pour soliste, chœur et orchestre
- Nuorisomessu (1970–1973)
- Cantate cantica socii (1976)
- Kirkko (1977) cantate
- Ehtoollinen (1980), cantate
- Palvelin minä rikasta miestä (1982)
- Häälaulu (1983)
- Omat on virret oppimani (1983)
- Tuli on tuima tie'ettävä (1983–1984)
- Sillä seudulla (1986), chant de Noël
- Siitäpä nyt tie menevi (1987)
- Paastorukous (1988), cantate
- Ave Maria (1989)
- Pilailua (1991)
- Pääsiäiskantaatti (1992)
- Helluntai-introitus (1993)
- Laulakaa ylistystä Herralle (1994), motet
- Siunattu hän, Kuningas (1994,) "Evankeliumimotetti Luuk. 19:38"
- Salve, flos et decor ecclesiae (1995)
- MIKÄ SE SUOMI ON? (1997),cantate pour le 150e anniversaire de Maamme
- Ramus virens olivarum / Gaudete / O Scholares (1997)
- Perintö kantaatti (1997), mieskuoro Sirkkojen 100v juhlaan
- Triduum Paschale (1999–2000), oratorio de Pâques
- Tampereen Tuomiokirkon 100-vuotisjuhlakantaatti (2006)
- Ladun hiihan laulajoille, osaaville tien ojennan, cantate du Kalevala (2008)
- Helluntailaulu, texte de Kaija Pispa (2009)
- ABC, Ab alio exspecto mieskuorolle ja puhallinorkesterille (2011)

### Pour orchestre de chambre
- Hommage à Prokofieff pour Quintette à vent
- Kaksi Jousikvartettoa
- Iliali (Kamaribaletti) clar., fag., Pf
- Kolmoispolska pour clarinette et quatuor à cordes
- Puolukka ja Mansikka Sopr., fl., 2 clar., 2 fag., vlno
- Divertimento 2 cla., fag./bassclar.
- Pianosonaatti
- Sonaatti klarinetille ja pianolle
- Sonaatti viululle ja pianolle
- Sonatiini alttoviululle ja pianolle
- Kitarakvintetto(kitara ja Quatuor à cordes)
- Cappriccio á Quattro Kantele
- Menuetti, Intermezzo pour violon et piano
- RasaVilli pour piano à 4 mains
- Noin viisi pientä bagatellia huilulle ja cembalolle/pianolle
- Finnish Moods huilulle ja pianolle